# Residenz des Administrators von Liquiçá
Die Residenz des Administrators von Liquiçá ist eine Villa in der osttimoresischen Stadt Vila de Liquiçá.

## Geschichte
In der portugiesischen Kolonialzeit wohnte in dem festungsartigen Gebäude im Kolonialstil der Administrator des Kreises (Concelho). Das obere Geschoss fiel einem Feuer zu Opfer und wurde nicht wieder hergestellt. Zum Anwesen gehört ein Garten mit Schwimmbecken. Bis 1999 war das Gebäude Sitz des indonesischen Bupati (Regierungspräsident) von Liquiçá. Von 1999 bis 2003 hatte hier der lokale Zweig der Übergangsverwaltung der Vereinten Nationen für Osttimor (UNTAET) ihren Sitz. Danach nutzten internationale Organisationen das Gebäude. Nach einer längeren Zeit des Verfalls wurde es 2023 renoviert.
- Die Residenz im Jahr 2018

"Die
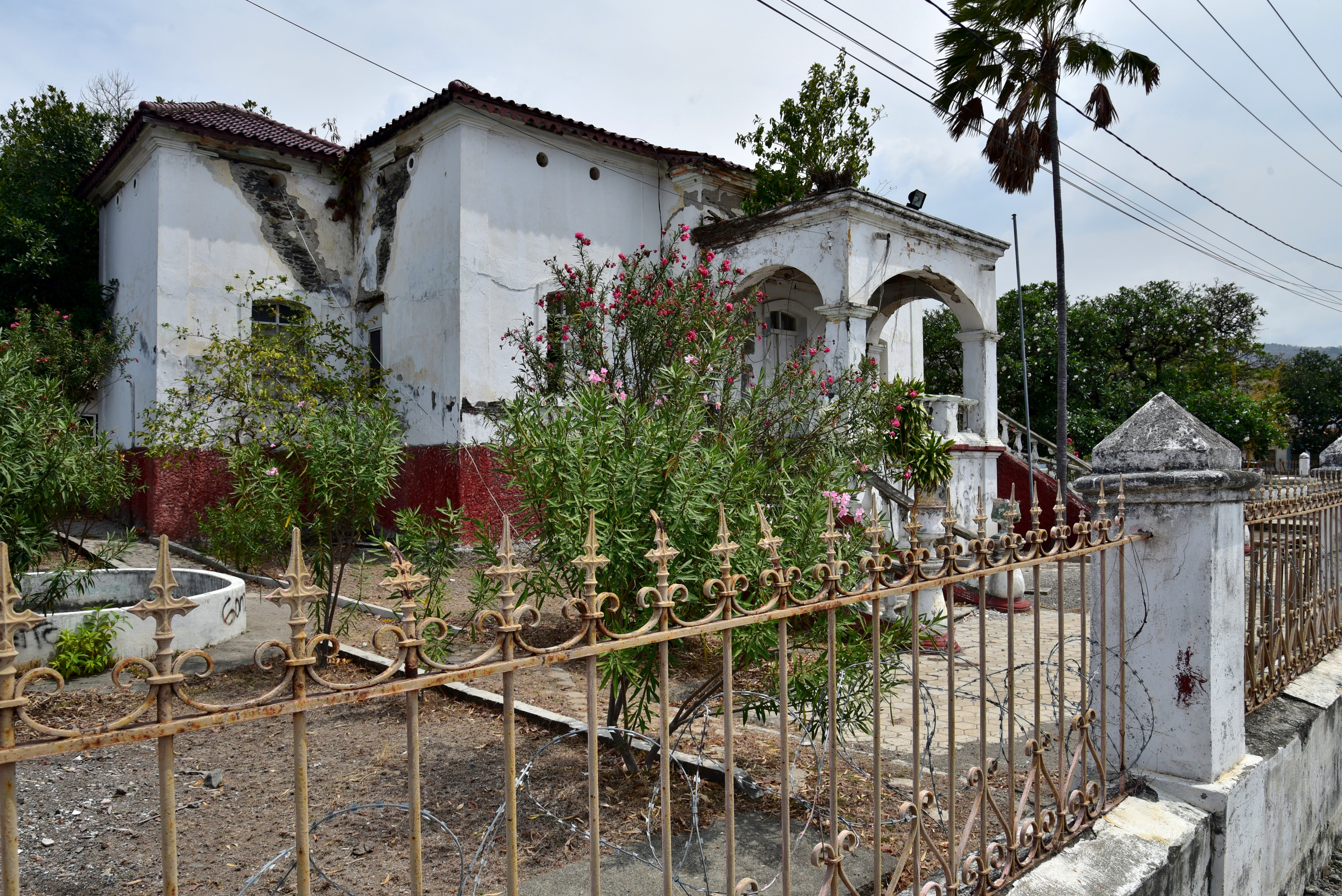
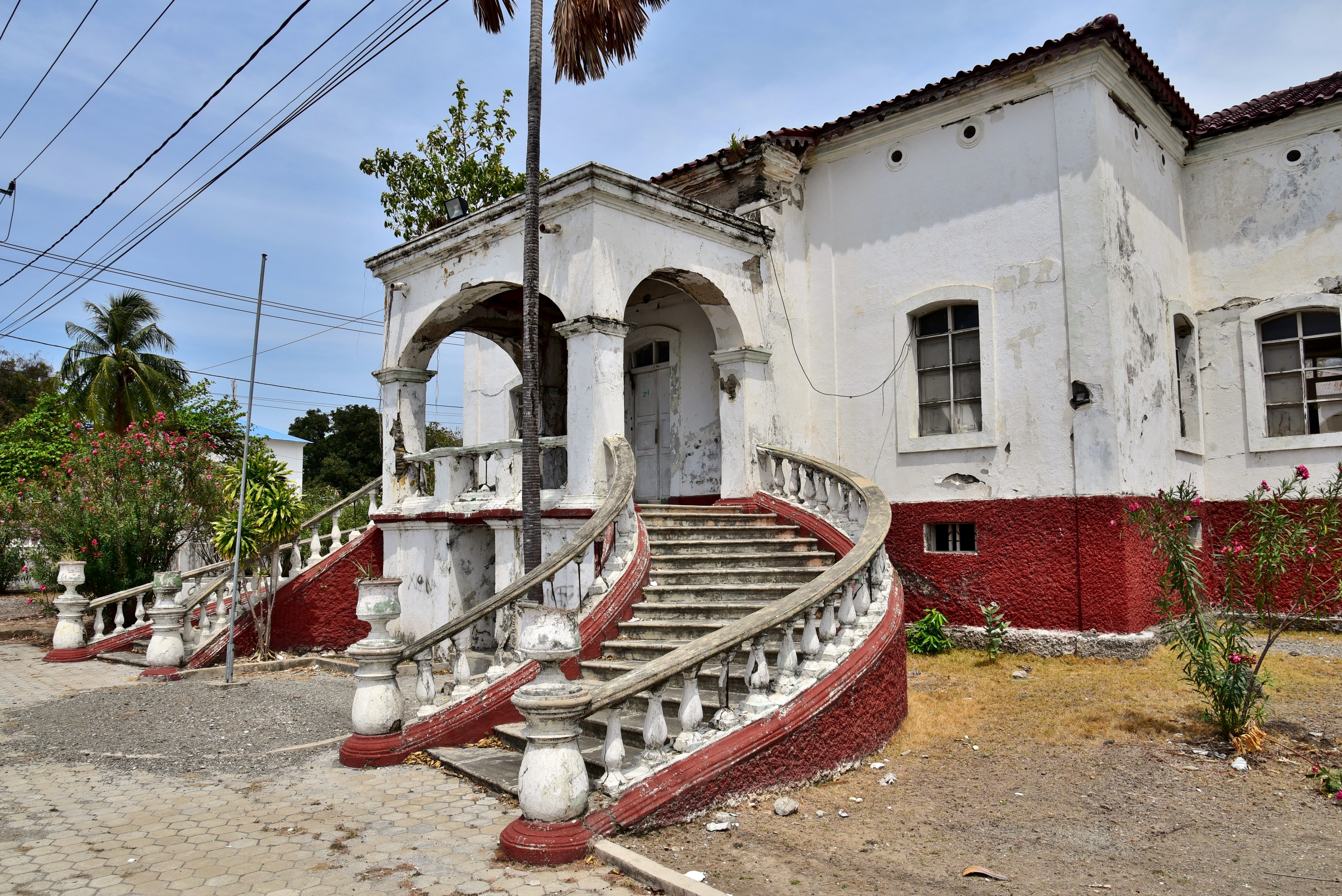
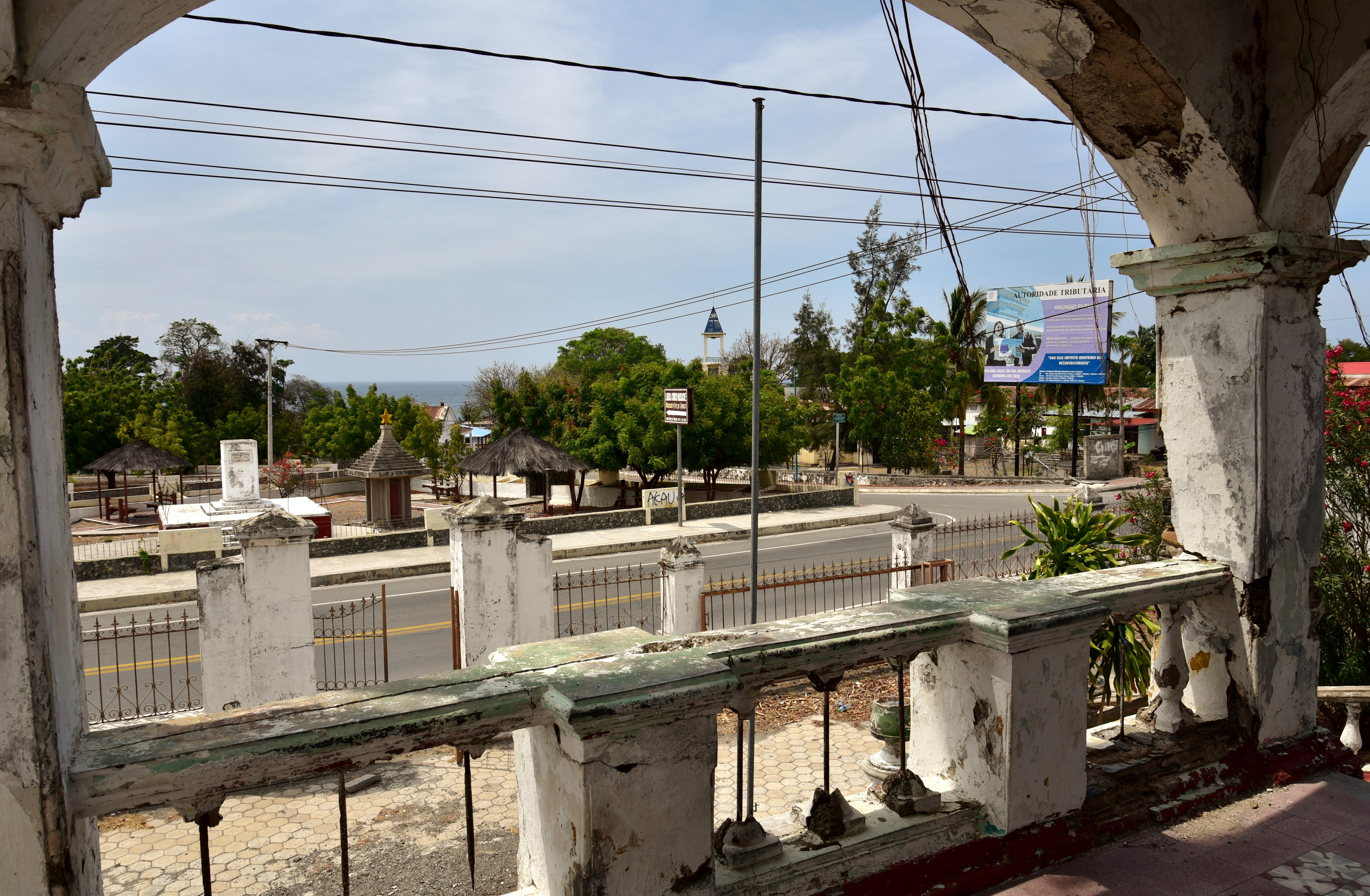
Blick auf die Straße vor der Residenz

- Rückseite und Garten im Jahr 2018

"Rückseite
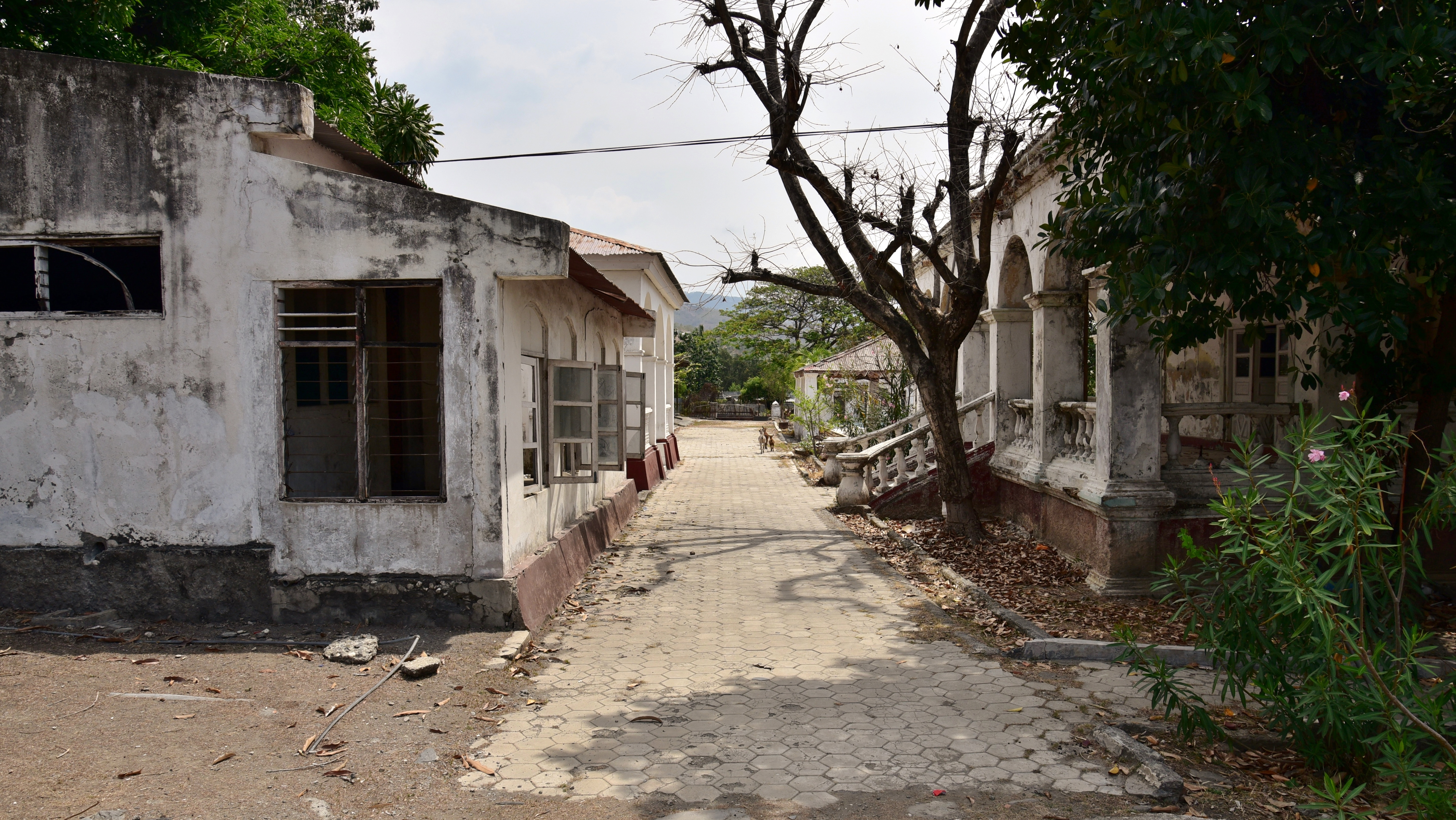
Blick zur Rückseite hin
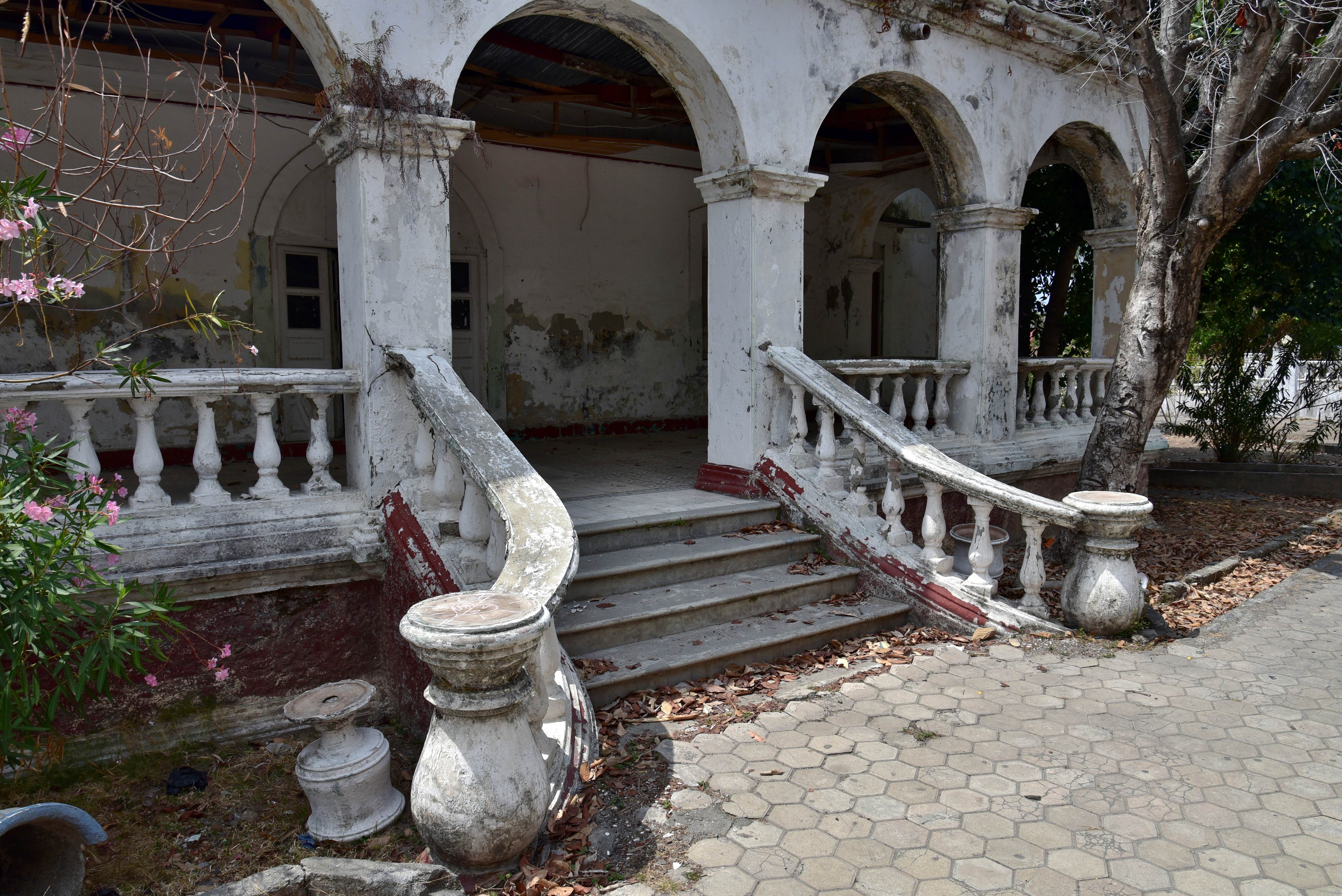
Treppe an der Rückseite
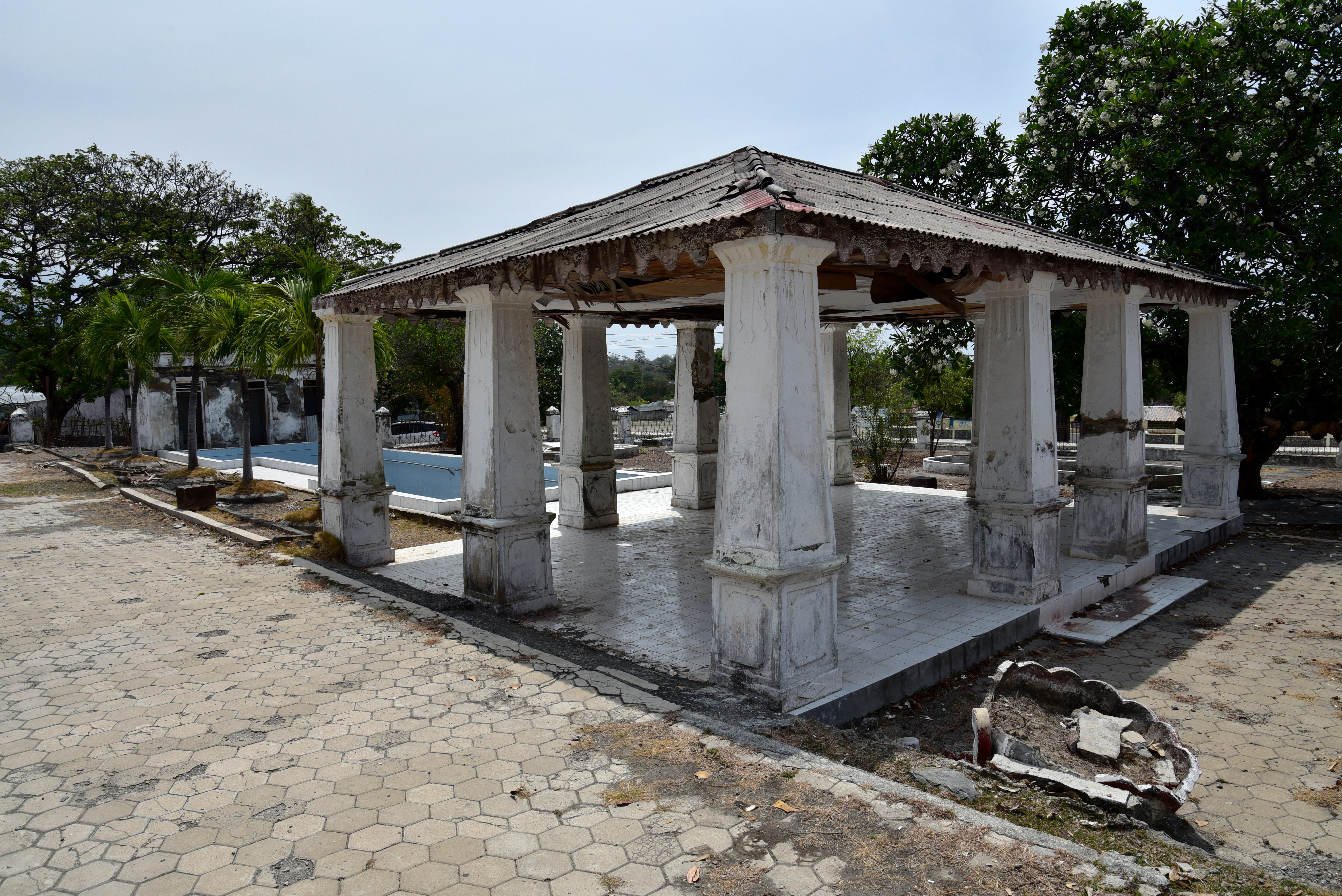
Der Pavillon im Garten
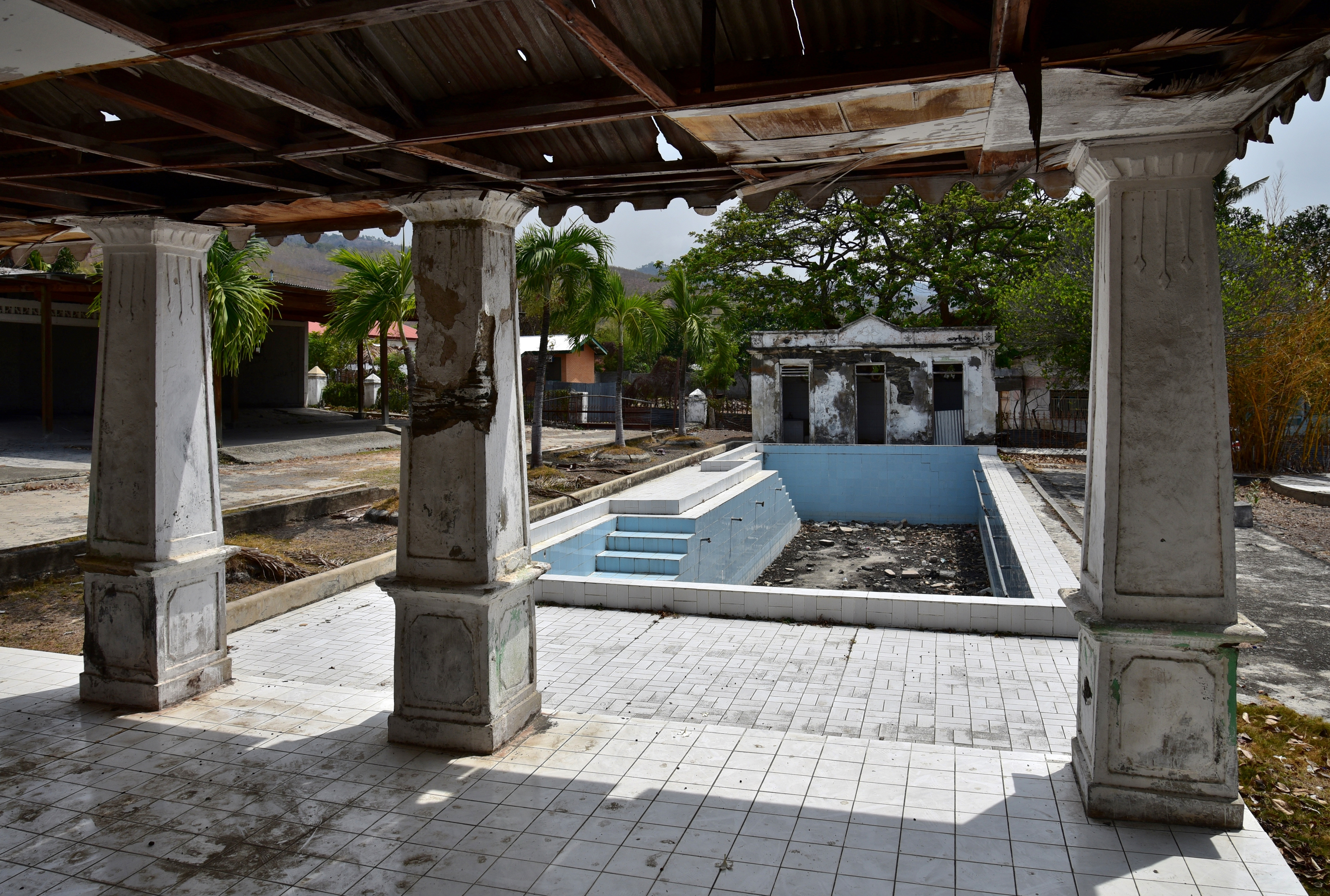
Der Swimming Pool
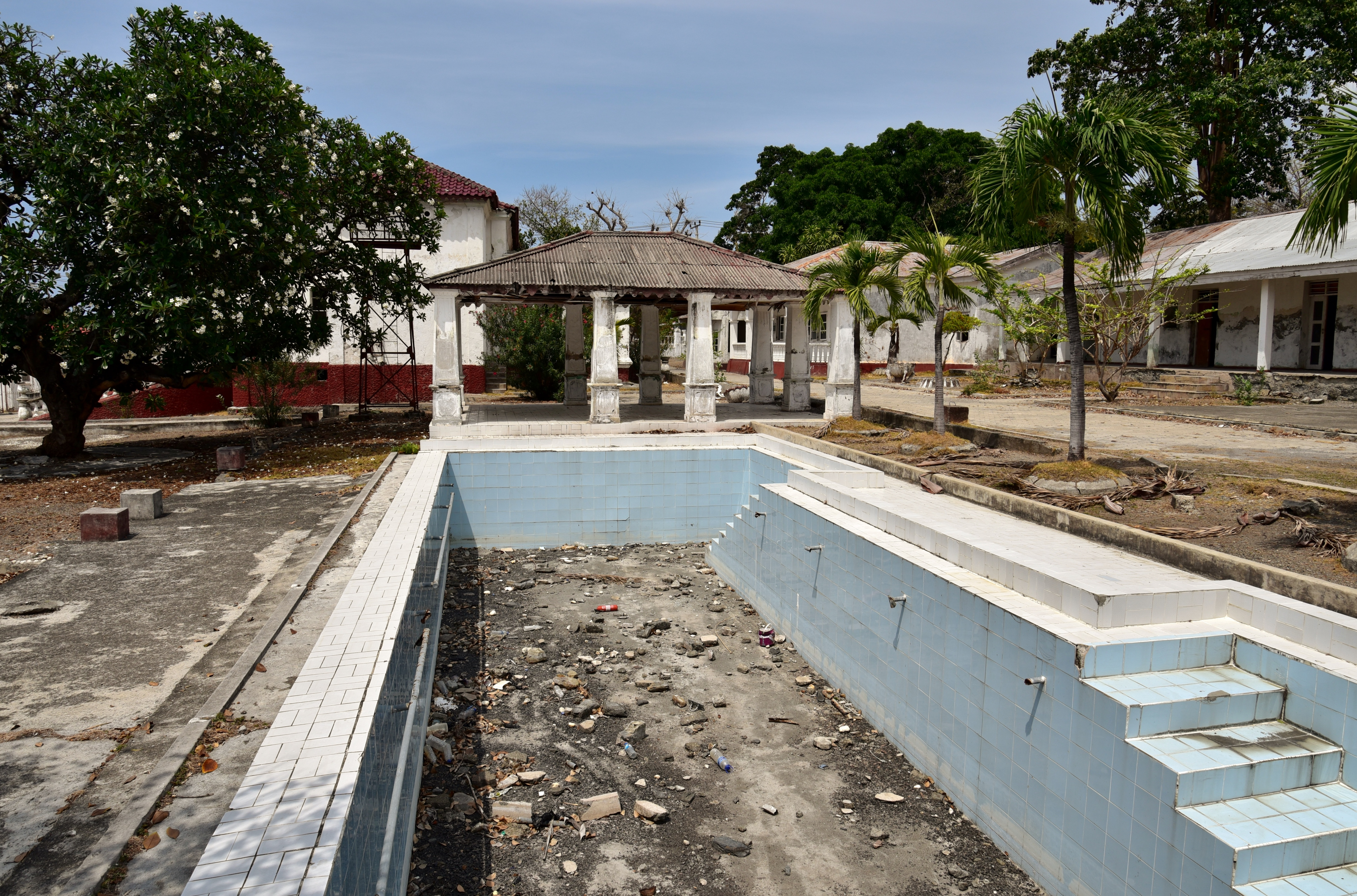